# (390848) Veerle
(390848) Veerle est un astéroïde de la ceinture principale.

## Description
(390848) Veerle est un astéroïde de la ceinture principale. Il fut découvert le 8 septembre 2004 à Uccle par Thierry Pauwels et Peter De Cat. Il présente une orbite caractérisée par un demi-grand axe de 2,33 UA, une excentricité de 0,14 et une inclinaison de 6,5° par rapport à l'écliptique.